# The Hearse
The Hearse is een Amerikaanse horrorfilm uit 1980, geregisseerd door George Bowers.

## Verhaal
Als Jane Hardy besluit de zomer door te brengen in het huis dat ze van haar overleden tante had geërfd, wist ze niet dat haar oudere familielid zwarte magie beoefende. Na de verhuizing begon Jane achtervolgd te worden door een mysterieuze zwarte lijkwagen en alles wat er gebeurde werd als een gekke nachtmerrie. Tegelijkertijd ontmoet Jane een aantrekkelijke jonge man en wordt verliefd op hem. Al snel wordt echter duidelijk dat er een verband is tussen haar uitverkorene en de lijkwagenchauffeur.

## Rolverdeling
| Acteur               | Personage         |
| -------------------- | ----------------- |
| Trish Van Devere     | Jane Hardy        |
| Joseph Cotten        | Walter Pritchard  |
| David Gautreaux      | Tom Sullivan      |
| Donald Hotton        | Eerwaarde Winston |
| Med Flory            | Sheriff Denton    |
| Donald Petrie        | Luke              |
| Christopher McDonald | Pete              |
| Perry Lang           | Paul Gordon       |

## Productie
De opnames vonden plaats in San Francisco en Bradbury, Californië op 29 oktober 1979. De opnames werden in januari 1980  voltooid. Twee lijkwagens van Packard uit 1952, omgebouwd door Henney Motor Company, werden in de film gebruikt. Een van hen staat prominent op de poster van de film.